# Barcelona Big Latin Band
Barcelona Big Latin Band és un grup català de música referent del jazz llatí a l'Estat. Formada per alguns dels noms del jazz i el jazz llatí de Catalunya i liderada pel pianista i compositor Ramon Escalé, la formació ha publicat tres discos i realitzat més de cent concerts en els seus més de deu anys de trajectòria. El 2007 van rebre l'encàrrec del Festival Cruïlla de Cultures per preparar un repertori amb Omara Portuondo, i aquell any també va destacar l'obertura del Festival Grec a Barcelona. El 2008 la Barcelona Big Latin Band va tornar a posar en marxa una producció especial amb un repertori inspirat en la llegendària figura del músic català Xavier Cugat. El 2013 la Big Latin Band inicia una sèrie de concerts mensuals a Jamboree i es passa a anomenar Jamboree Big Latin Band.